# Jeffrey Willis
 (juillet 2023).
La mise en forme du texte ne suit pas les recommandations de Wikipédia : il faut le « wikifier ».
Les points d'amélioration suivants sont les cas les plus fréquents :
- Les titres sont pré-formatés par le logiciel. Ils ne sont ni en capitales, ni en gras.
- Le texte ne doit pas être écrit en capitales (les noms de famille non plus), ni en gras, ni en italique, ni en « petit »…
- Le gras n'est utilisé que pour surligner le titre de l'article dans l'introduction, une seule fois.
- L'italique est rarement utilisé : mots en langue étrangère, titres d'œuvres, noms de bateaux, etc.
- Les citations ne sont pas en italique mais en corps de texte normal. Elles sont entourées par des guillemets français : « et ».
- Les listes à puces sont à éviter, des paragraphes rédigés étant largement préférés. Les tableaux sont à réserver à la présentation de données structurées (résultats, etc.).
- Les appels de note de bas de page (petits chiffres en exposant, introduits par l'outil «  Source ») sont à placer entre la fin de phrase et le point final[comme ça].
- Les liens internes (vers d'autres articles de Wikipédia) sont à choisir avec parcimonie. Créez des liens vers des articles approfondissant le sujet. Les termes génériques sans rapport avec le sujet sont à éviter, ainsi que les répétitions de liens vers un même terme.
- Les liens externes sont à placer uniquement dans une section « Liens externes », à la fin de l'article. Ces liens sont à choisir avec parcimonie suivant les règles définies. Si un lien sert de source à l'article, son insertion dans le texte est à faire par les notes de bas de page.
- La présentation des références doit suivre les conventions bibliographiques. Il est recommandé d'utiliser les modèles {{Ouvrage}}, {{Chapitre}}, {{Article}}, {{Lien web}} et/ou {{Bibliographie}}. Le mode d'édition visuel peut mettre en forme automatiquement les références.
- Insérer une infobox (cadre d'informations à droite) n'est pas obligatoire pour parachever la mise en page.

Pour une aide détaillée, merci de consulter Aide:Wikification.
Si vous pensez que ces points ont été résolus, vous pouvez retirer ce bandeau et améliorer la mise en forme d'un autre article.
 (août 2023).
Pour les articles homonymes, voir Willis.
Jeffrey Thomas Willis, né le 6 mars 1970 dans le Michigan, est un tueur en série américain.
Willis est l'auteur d'au moins deux meurtres, en 2013 et 2014, dans le comté du Michigan. Il est également lié à une tentative d'enlèvement, en 2016, ainsi qu'à des faits de pornographie sur mineure, commis en 2011.
Par ces faits, Willis est condamné, en 2017 et 2018, à deux peines d'emprisonnement à perpétuité sans possibilité de libération conditionnelle.
Sa victime de 2013 n'a jamais été retrouvée, bien que des recherches soient toujours en cours, en 2023, dix ans après sa disparition.
Depuis son arrestation, en mai 2016, Willis est soupçonné d'avoir tué une adolescente en 1996, mais l'enquête n'a rien donné à ce jour.

## Biographie
Jeffrey Thomas Willis naît le 6 mars 1970, dans l'État américain du Michigan.
Willis fréquente le lycée Fruitport, de 1984 à 1988, avant d'obtenir son baccalauréat. Il y travaille par la suite comme concierge pour le district scolaire, de 1998 à 1999, avant d'être licencié pour avoir regardé de la pornographie sur un ordinateur destiné aux élèves d'une école primaire.
En septembre 2003, Willis épouse Charlene Bishop, avec qui il vivra jusqu'à son arrestation. Willis travaille dans une société fabriquant des chaises de bureau.
Il hérite de la propriété de son grand-père lorsque celui-ci décède en 2011.
Jessica Heeringa disparaît dans la nuit du 26 avril 2013, alors qu'elle travaille dans une station service du Michigan. La camionnette de Willis est filmée au moment de la disparition mais, pour cause de mauvaise qualité, l'identification du véhicule demeure impossible. Détenant une camionnette, Willis est brièvement interrogé quelques jours plus tard, avant d'être relâché. L'enquête piétine car les enquêteurs ne retrouvent aucune trace de Heeringa. Le corps de la jeune femme ne sera jamais retrouvé.
Dans la nuit du 28 au 29 juin 2014, Willis fait monter Rebekah Sue Bletsch dans sa camionnette. Il la transporte avant de la tuer de trois balles dans la tête. Le corps de Bletsch est découvert dans la journée, dans le comté du Michigan. Une enquête est ouverte, mais ne débouche sur rien.
Il tente d'enlever, le 16 avril 2016, Madison Nygard, une adolescente de 16 ans, en la faisant monter dans sa camionnette. La jeune fille parvient à s'échapper par la fenêtre et à donner un signalement à la gendarmerie.  
Willis est arrêté le 17 mai 2016, à son domicile, après que Nygard l'ai reconnu sur un cliché présentant tout propriétaire d'une fourgonnette. Les policiers retrouvent, dans son véhicule, des menottes, des cordelettes ainsi que du viagra, servant à « neutraliser » sa victime.
Ils ont adopté une loi dans le Michigan à la suite de cette affaire « Jessica's Law ».

## Victimes connues

### Enlèvement de Madison Nygard
Le 18 mai 2016, Willis est accusé d'enlèvement à l'encontre de Madison Nygard et placé en détention provisoire.
Nygard rentrait chez elle à pied d'une fête le matin du 16 avril 2016, lorsque Willis s'est arrêté dans sa camionnette argentée pour offrir de l'aide. Après avoir demandé à emprunter son téléphone portable et à monter dans son véhicule, elle a décrit Willis comme disant que son téléphone était mort et qu'il s'éloignait. Elle a témoigné lors du procès Heeringa qu'il avait alors sorti une arme de sous son siège et l'avait pointée sur elle. Elle a sauté de sa camionnette, a couru vers une maison voisine et a appelé le 911. L'enquête qui s'ensuivit sur sa tentative d'enlèvement conduirait bientôt les détectives à Jeffrey Willis et à son cousin Kevin Bluhm.

### Meurtre de Rebekah Sue Bletsch
Le 25 mai 2016, Willis est accusé du meurtre de Rebekah Sue Bletsch, une joggeuse de 36 ans dont le corps a été retrouvé avec trois balles dans la tête près de son domicile dans le canton de Dalton le 29 juin 2014. Des douilles sont retrouvées près de son corps correspondait à une arme à feu trouvée dans la fourgonnette de Willis, où la police trouve également des photos troublantes de femmes ligotées et bâillonnées, des menottes, des chaînes, des cordes et des seringues, dont une contenant un liquide identifié plus tard comme un puissant sédatif. Un autre sous-dossier trouvé dans un dossier intitulé « vics » sur l'ordinateur de Willis contient des photos de Bletsch.
Le juge Kostrzewa refuse la caution de Willis et le fait incarcérer dans la prison du comté de Muskegon en attente de son procès. La sélection du jury pour le procès pour meurtre de Bletsch débute le 17 octobre 2017.
Le 2 novembre 2017, Jeffrey Willis, sans remords de sa part, est reconnu coupable de meurtre au premier degré dans la mort de Bletsch et d'utilisation d'une arme à feu dans la commission d'un crime. Il est condamné à la réclusion criminelle à perpétuité sans libération conditionnelle.

### Affaire de pornographie sur mineures
Le 23 juin 2016, Willis est accusé de production et de possession de pornographie juvénile après que la police ait trouvé des vidéos de deux filles nues, âgées de 14 ans, sur son ordinateur. Les faits remontent à mars 2011.
Les enquêteurs découvrent que Willis vivait dans le canton de Fruitland, en mars 2011, et que ce dernier les a enregistrées à leur insu alors qu'elles utilisaient sa salle de bain.

### Meurtre de Jessica Heeringa (corps non-retrouvé)
Le 20 septembre 2016, Willis est inculpé par le bureau du procureur du comté de Muskegon de l'enlèvement et du meurtre de Heeringa, le 26 avril 2013. Willis avait été un client fréquent sur son lieu de travail et correspond au croquis d'un artiste de la police d'un homme vu comme "dragueur" avec elle la nuit de sa disparition. De plus, sa fourgonnette correspond à la description d'un témoin sur les lieux du crime et filmée par des caméras de sécurité s'éloignant à toute vitesse de son lieu de travail à peu près au moment de la disparition. Ses collègues ont dit à la police qu'il devait travailler cette nuit-là, mais qu'il n'est jamais arrivé et qu'il ne s'est pas présenté au travail dans les jours qui ont suivi. La police a exécuté un mandat de perquisition pour le domicile de Willis et a trouvé des photos de Heeringa dans un dossier intitulé "vics" sur son ordinateur.
La police a recherché son corps près de son domicile après qu'un pourboire ait été appelé le 17 juin 2016, mais n'a rien trouvé. La police avait précédemment recherché son corps dans et autour d'une cabane à Mancelona appartenant à un ami de Willis le 20 mai 2016, mais était également vide. Peu de temps après la disparition de Heeringa, un résident local a vu Willis sur la propriété de Mancelona sortir des bois avec une pelle.
Le 13 décembre 2016, un juge du comté de Muskegon a décidé que Willis serait jugé pour meurtre et enlèvement dans l'affaire Heeringa. Le juge a décidé qu'il y avait suffisamment de preuves pour demander un procès après quatre jours de témoignages lors de l'enquête préliminaire. Le juge Raymond Kostrzewa a noté des preuves telles que le dossier sur l'ordinateur de Willis intitulé "vics" (peut-être l'abréviation de victimes) qui, selon les procureurs, comprenait un sous-dossier intitulé avec ses initiales, des photos de Heeringa et la date de sa disparition. Ils ont également trouvé des vidéos pornographiques de nécrophilie et de meurtre téléchargées sur Internet, dont certaines étaient simulées et d'autres réelles.
Le procès pour le meurtre de Heeringa a lieu en mai 2018. Après une heure et demie de délibérations, le jury déclare Willis coupable de l'enlèvement et du meurtre de Heeringa le 16 mai 2018. Il est condamné à perpétuité sans libération conditionnelle.

## Complice dans l'affaire
Le 21 juin 2016, le cousin de Willis, Kevin Lavern Bluhm, un ancien gardien de prison du Michigan Department of Corrections, est accusé d'avoir menti à un policier lors d'une enquête sur un crime violent après avoir donné à la police des informations sur la disparition de Heeringa, qui n'ont pas été rendues publiques.
Egalement accusé dans le cadre de l'affaire Bletsch, Bluhm plaide coupable aux deux chefs d'accusation, le 26 août 2016.
Bluhm est également accusé d'être complice après coup lorsqu'il a admis aux enquêteurs avoir vu Willis avec le corps de Heeringa et l'a aidé à l'enterrer après qu'elle a été agressée sexuellement. Bluhm déclare que Willis l'a appelé le lendemain de la disparition de Heeringa et lui avait dit qu'il avait une femme et qu'il y avait une fête. Bluhm déclare à la police qu'il avait vu Heeringa avec une blessure à la tête évidente, face contre terre, mains tendues et attachée. Elle était nue et ne bougeait pas. Il déclare également à la police qu'il savait que « Jeff avait suivi ou observé Mme Heeringa, et qu'il l'avait frappée. ce qui l'a fait perdre connaissance pour la faire monter dans la camionnette », et que Willis l'avait violée, utilisé des jouets sexuels et torture. Il dit aux enquêteurs que lui et Willis ont enveloppé Heeringa dans un drap et l'avaient conduite dans une zone de Sheridan Road près de Laketon Road, où Willis avait déjà creusé un trou, placé des pelles et enterré son cadavre. Bluhm est licencié de son travail de sergent et est incarcéré au West Shoreline Correctional Facility, une prison d'État à Muskegon Heights.
Le 27 novembre 2017, Bluhm ne conteste pas le fait d'être complice après coup pour avoir aidé Willis à se débarrasser du corps de Heeringa et est condamné, le 9 janvier 2018, à 5 ans de prison avec sursis. Bluhm ressort donc libre, mais avec l'obligation de porter une attache GPS pendant au moins une année.

## Victime supposée

### Meurtre d'Angela Thornburg
Angela Marie Thornburg, 15 ans, disparaît le 20 septembre 1996, à Fruitport. Elle est vue pour la dernière fois lorsqu'elle court par la porte arrière de la maison de son petit ami, au moment où sa mère vient la chercher. La disparition de Thornburg est signalée au commissariat, mais est considérée comme une fugue, d'autant plus que plusieurs personnes déclarent avoir vu Thornburg.
Son corps partiellement vêtu est retrouvé, le 17 octobre 1996, par un chasseur dans les bois près de la I-96 à Fruitport. Une enquête pour meurtre est ouverte, mais ne permet pas d'identifier l'assassin de Thornburg.
Au moment des faits, Willis habite dans la même ville et a, par le passé, fréquenté le même lycée que Thornburg.

## Autres Médias
L'histoire de Jeffrey Wills apparait dans un épisode « Les Enquêtes extraordinaires » (Unsolved Mysteries).